# Tektonska plošča
Tektonska plošča je del zemljine skorje (imenovane tudi litosfera). Površino Zemlje sestavlja sedem glavnih tektonskih plošč in mnogo več manjših. 
Debelina plošč se giblje okoli 100 km, sestavljata pa jih dva tipa skorje, in sicer: 
- oceanska skorja
- kontinentalna skorja »sial« (silicij in aluminij). Pod obema plastema leži relativno plastičen gneten sloj imenovan astenosfera.

Sestav teh dveh tipov skorje se bistveno loči. Oceanska skorja je pretežno sestavljena iz bazaltnih kamenin, kontinentalna skorja pa predvsem iz granitnih kamenin, bogatih s silicijem in aluminijem. Obe skorji se tudi razlikujeta po debelini, pri tem je kontinentalna skorja debelejša.
Sima je spodnja plast zemeljske skorje, sestavljena iz rudnin, ki vsebujejo zlasti silicij in magnezij.
Sial je zgornja plast zemeljske skorje, sestavljena iz rudnin, ki vsebujejo zlasti silicij in aluminij.
Gnetni sloj astenosfere nosi plošče naokoli, tako kot nosi tekočinski tok ledene skorje, pri tem pa pride do sovpliva ene plošče na drugo. Nastajajo gore in vulkani, pri tem pa nastajajo potresi in ostali geološki fenomeni.
Robovi plošč se ne ujemajo s kontinenti ali oceani, tako da Severnoameriška plošča ne pokriva le  Severne Amerike, temveč tudi Grenlandijo, vzhodno Sibirijo in severno Japonsko.
Kot je poznano doslej, je Zemlja edini planet v Osončju, ki ima aktivne tektonske plošče.
Obstaja 13 velikih plošč in 38 manjših. Najpomembnejše so: 
- Afriška plošča
- Antarktična plošča
- Arabska plošča
- Avstralska plošča
- Indijska plošča
- Karibska plošča
- Kokosova plošča
- Evrazijska plošča
- Nazca plošča
- Severnoameriška plošča
- Pacifična plošča
- Filipinska plošča
- Južnoameriška plošča